# Tanytarsus lamnicaudus
Tanytarsus lamnicaudus är en tvåvingeart som beskrevs av Tokunaga 1964. Tanytarsus lamnicaudus ingår i släktet Tanytarsus och familjen fjädermyggor. Inga underarter finns listade i Catalogue of Life.